# Rhododendron oblancifolium
Rhododendron oblancifolium är en ljungväxtart som beskrevs av M.Y. Fang. Rhododendron oblancifolium ingår i släktet rododendron, och familjen ljungväxter. Inga underarter finns listade i Catalogue of Life.